# Limnophila tenuicornis
Limnophila tenuicornis là một loài ruồi trong họ Limoniidae. Chúng phân bố ở miền Tân bắc.